# Deutsche Fußballmeisterschaft 1948/49
Deutscher Fußballmeister 1949 wurde der VfR Mannheim. Die Kurpfälzer gewannen den Titel durch einen 3:2-Sieg nach Verlängerung über Borussia Dortmund.
Erstmals wurde dem Deutschen Meister als Auszeichnung die neue Meisterschale verliehen.

## Teilnehmer

### Teilnehmer an der 1. Qualifikationsrunde
| FC St. Pauli    | → Zweiter Oberliga Nord 1948/49     |
| Rot-Weiss Essen | → Zweiter der Oberliga West 1948/49 |

### Teilnehmer an der 2. Qualifikationsrunde
| FC Bayern München | → Dritter der Oberliga Süd 1948/49  |
| FC St. Pauli      | → Sieger der 1. Qualifikationsrunde |

### Teilnehmer an der Endrunde
| Hamburger SV         | → Meister der Oberliga Nord 1948/49    |
| Borussia Dortmund    | → Meister der Oberliga West 1948/49    |
| 1. FC Kaiserslautern | → Meister der Oberliga Südwest 1948/49 |
| Wormatia Worms       | → Zweiter der Oberliga Südwest 1948/49 |
| Kickers Offenbach    | → Meister der Oberliga Süd 1948/49     |
| VfR Mannheim         | → Zweiter der Oberliga Süd 1948/49     |
| Berliner SV 92       | → Meister der Stadtliga Berlin 1948/49 |
| FC St. Pauli         | → Sieger der 2. Qualifikationsrunde    |

## Spielplan

### Qualifikationsrunde

#### 1. Qualifikationsrunde
| Datum        |              | Ergebnis  |                 | Stadion                         |
| ------------ | ------------ | --------- | --------------- | ------------------------------- |
| 29. Mai 1949 | FC St. Pauli | 4:1 (2:0) | Rot-Weiss Essen | Braunschweig, Eintracht-Stadion |

#### 2. Qualifikationsrunde
| Datum        |              | Ergebnis             |                   | Stadion                     |
| ------------ | ------------ | -------------------- | ----------------- | --------------------------- |
| 5. Juni 1949 | FC St. Pauli | 1:1 n. V. (1:1, 0:0) | FC Bayern München | Hannover, Eilenriedestadion |

##### Wiederholungsspiel
| Datum        |              | Ergebnis  |                   | Stadion                     |
| ------------ | ------------ | --------- | ----------------- | --------------------------- |
| 6. Juni 1949 | FC St. Pauli | 2:0 (1:0) | FC Bayern München | Hannover, Eilenriedestadion |

### Endrunde

#### Viertelfinale
| Datum         |                | Ergebnis             |                      | Stadion                        |
| ------------- | -------------- | -------------------- | -------------------- | ------------------------------ |
| 12. Juni 1949 | Wormatia Worms | 2:2 n. V. (2:2, 1:0) | Kickers Offenbach    | Kaiserslautern, Betzenberg     |
| 12. Juni 1949 | VfR Mannheim   | 5:0 (2:0)            | Hamburger SV         | Frankfurt am Main, Waldstadion |
| 12. Juni 1949 | Berliner SV 92 | 0:5 (0:3)            | Borussia Dortmund    | Berlin, Olympiastadion         |
| 12. Juni 1949 | FC St. Pauli   | 1:1 n. V. (1:1, 1:1) | 1. FC Kaiserslautern | Bremen, Weserstadion           |

##### Wiederholungsspiele
| Datum         |                | Ergebnis  |                      | Stadion                                       |
| ------------- | -------------- | --------- | -------------------- | --------------------------------------------- |
| 19. Juni 1949 | Wormatia Worms | 0:2 (0:1) | Kickers Offenbach    | Karlsruhe, KFV-Platz an der Telegrafenkaserne |
| 19. Juni 1949 | FC St. Pauli   | 1:4 (1:2) | 1. FC Kaiserslautern | Düsseldorf, Rheinstadion                      |

#### Halbfinale
| Datum         |                      | Ergebnis  |                   | Stadion                                   |
| ------------- | -------------------- | --------- | ----------------- | ----------------------------------------- |
| 26. Juni 1949 | VfR Mannheim         | 2:1 (2:1) | Kickers Offenbach | Gelsenkirchen, Glückauf-Kampfbahn         |
| 26. Juni 1949 | 1. FC Kaiserslautern | 0:0 n. V. | Borussia Dortmund | München, Stadion an der Grünwalder Straße |

##### Wiederholungsspiel
| Datum        |                      | Ergebnis  |                   | Stadion                     |
| ------------ | -------------------- | --------- | ----------------- | --------------------------- |
| 3. Juli 1949 | 1. FC Kaiserslautern | 1:4 (0:2) | Borussia Dortmund | Köln, Müngersdorfer Stadion |

#### Spiel um Platz 3
| Datum        |                      | Ergebnis        |                   | Stadion                    |
| ------------ | -------------------- | --------------- | ----------------- | -------------------------- |
| 9. Juli 1949 | 1. FC Kaiserslautern | 2:1 n. V. (0:0) | Kickers Offenbach | Koblenz, Stadion Oberwerth |

## Finale
| VfR Mannheim                                        | VfR Mannheim | Borussia Dortmund | Borussia Dortmund |
| --------------------------------------------------- | --- | --- | ----------------- |
| VfR Mannheim                                        | \| Sonntag, 10. Juli 1949 in Stuttgart (Neckarstadion) \| \| Ergebnis: 3:2 n. V. (2:2, 0:1) \| \| Zuschauer: 92.000 \| \| Schiedsrichter: Egon Zacher (Berlin) \|                                        | \| Sonntag, 10. Juli 1949 in Stuttgart (Neckarstadion) \| \| Ergebnis: 3:2 n. V. (2:2, 0:1) \| \| Zuschauer: 92.000 \| \| Schiedsrichter: Egon Zacher (Berlin) \|                                               | Borussia Dortmund |
| VfR Mannheim                                        | Hermann Jöckel; Eugen Rößling, Philipp Henninger; Jakob Müller, Kurt Keuerleber, Rudi Maier; Fritz Bolleyer, Ernst Langlotz, Ernst Löttke, Kurt Stiefvater, Rudolf de la Vigne Cheftrainer: Hans Schmidt | Günther Rau; Heinrich Ruhmhofer, Erwin Halfen; Wilhelm Buddenberg, Paul Koschmieder, Erich Schanko; Herbert Erdmann, Max Michallek, Edmond Kasperski, Alfred Preißler, Friedrich Ibel Cheftrainer: Edy Havlicek | Borussia Dortmund |
| VfR Mannheim                                        | 1:1 Löttke (74.) 2:2 Langlotz (85.) 3:2 Löttke (108.) | 0:1 Erdmann (5.) 1:2 Erdmann (82.) | Borussia Dortmund |
| Sonntag, 10. Juli 1949 in Stuttgart (Neckarstadion) | | |                   |
| Ergebnis: 3:2 n. V. (2:2, 0:1)                      | | |                   |
| Zuschauer: 92.000                                   | | |                   |
| Schiedsrichter: Egon Zacher (Berlin)                | | |                   |